# 海岛大亨3
《海岛大亨3》是由Haemimont Games开发、Kalypso Media发行的一款模拟经营类游戏。与同系列的前作一样，该游戏把建设城市作为重中之重。该游戏试图返回《海岛大亨》的传统，玩家将扮演一个“香蕉共和国”海岛上的独裁者。

## 游戏内容
玩家在游戏中扮演夺取加勒比岛国特罗皮科（Tropico）最高权力的角色，成为岛上的“总统”（El Presidente）。游戏中提供了一个包括15个任务的综合战役、一批商业部门、一个允许自编虚构历史剧情的时间线编辑器、定制纸娃娃、政治演说、大量可编辑修改的游戏参数、用以制作随机地图的任务生成器、多种联网游戏元素（如高分比赛、前往其他玩家打造的海岛上观光）、以及一条拉丁风格的原声音轨。
游戏中的城市管理结合了住宅、经济、公共卫生、军事部署、资源管理和运输等多种元素，各个政治派系则有不同需求，一旦得不到满足便会造成政变或叛乱。要避免动乱，玩家有多种应付的方法，包括改善条件、监禁和暗杀。
游戏还包括一些幽默内容，比如虚构的岛上电台“特罗皮科每日新闻”发表的讽刺评论；以及一些隐晦描写，如牧师与夜总会女郎幽会之类的内容。

### 新特色
- 许多随机世界事件
- 允许公民乘车旅行的系统
- 纸娃娃的定制和控制
- 选举讲话
- 石油产业对受过教育的工人可用
- 同性婚姻和核试验
- 新派系“民族主义者”：厌恶移民，喜欢本地劳动力
- “怀旧模式”，提供非旋转的三维视觉效果。
- 碎石公路（岛上乡间的低速道路）
- 可通过一项法令建造“总统”的巨型雕像。

### 影射人物
包括切·格瓦拉、菲德爾·卡斯楚、列寧、卡爾·馬克思、約翰·甘迺迪、艾森豪、皮諾契特、尼基塔·赫魯曉夫、托洛茨基、蒙博托·塞塞·塞科、托多爾·日夫科夫、弗拉基米爾·普京、穆阿邁爾·卡扎菲、艾馬丹加、馬克西米利亞諾·埃爾南德斯·馬丁內斯、弗朗索瓦·杜瓦利埃、胡安·庇隆、薩拉查、安納斯塔西奧·索摩查·加西亞等20世紀知名政治人物。

## 资料片
资料片《绝对强势》于2010年发行，新设了10个新任务和小学、垃圾倾倒场等6个新建筑。